# イントロスペクティヴ
『イントロスペクティヴ』（Introspective）は、ペット・ショップ・ボーイズの3枚目のスタジオ・アルバム。

## 概要
全ての楽曲がディスコ・リミックス・ヴァージョンとしてリリースされた、オリジナルアルバムの中でも異質な作品として知られる。「オールウェイズ・オン・マイ・マインド」は本作のリリース前にシングルとして発売され、全英1位を獲得している。
また、「アイ・ウォント・ア・ドッグ」は「レント」のB面曲をリミックスしたものである。

## 収録曲
| #  | タイトル                                                                                    | 作詞 | 作曲・編曲 |
| -- | ------------------------------------------------------------------------------------------- | ---- | ---------- |
| 1. | 「レフト・トゥ・マイ・オウン・ディヴァイセズ」(Left to My Own Devices)                      |      |            |
| 2. | 「アイ・ウォント・ア・ドッグ」(I Want a Dog)                                                |      |            |
| 3. | 「ドミノ・ダンシング」(Domino Dancing)                                                      |      |            |
| 4. | 「アイム・ノット・スケアード(モンマルトルの森)」(I'm Not Scared)                            |      |            |
| 5. | 「オールウェイズ・オン・マイ・マインド〜イン・マイ・ハウス」(Always on My Mind/In My House) |      |            |
| 6. | 「イッツ・オーライト」(It's Alright)                                                        |      |            |